# DSLvalley
Mis en ligne en 1999 par son créateur Philippe Goold (sous l'url barag.free.fr), DSLvalley est le comparateur historique des offres ADSL des différents Fournisseurs d'Accès Internet français. Il permet aux internautes de comparer les prix et les offres des différents opérateurs. Il a été racheté en juin 2009 par Jechange.fr.

## Historique
Le site a été créé en 2001 et ses locaux sont situés à Astaffort.
Avant de l'appeler DSLValley, le site s'appelait IValley. Il ne disposait alors que d'une connexion bas débit.
Depuis son rachat en 2009 par Jechange.fr, la société est dirigée par Gaël Duval en tant que P-DG et Philippe Goold, Directeur général.
En 2015, le site ferme et est redirigé vers la partie télécoms de Jechange.fr

## Fonctionnement du site
- Un test d'éligibilité adsl permet de connaître les offres adsl compatibles avec sa ligne téléphonique,
- Un forum sur l'adsl dont chacune des sous-parties est dédiée à un FAI,
- Un comparatif adsl permet de comparer les offres (dégroupage, débit, promotion en cours, etc.),
- Des dossiers et didactiques visent à accompagner les abonnées adsl à configurer leur modem par exemple,
- L'actualité de l'adsl et de ses principaux acteurs français (accessible en flux rss).

## Partenaires
DSLValley.com compare Orange, Bouygues Telecom, Numericable, Neuf, Free, Darty et Budget Télécom.